# Giuseppe Passeri
Giuseppe Passeri (Rome, 1654 - Rome, 1714) est un peintre italien baroque qui a été actif à Rome.

## Biographie
Neveu du peintre et biographe Giovanni Battista Passeri, Giuseppe Passeri étudie d'abord avec celui-ci puis il entre à l'atelier de Carlo Maratta, où il finit de nombreux projets inachevés par le maître.
Il œuvre au Palazzo Barberini de Rome en 1678.
Il travaille toute sa carrière à Rome et beaucoup de ses œuvres s'y trouvent encore.
Il est admis à l'Accademia di San Luca en 1693, et reçoit de nombreuses  commissions pour des peintures religieuses, des fresques de plafonds, et pour des fresques murales dans les palaces et villas de familles romaines. Il peint aussi des portraits et des tableaux de chevalet.

## Œuvres
- Fresque au Casino et Villa Corsini fuori di Porta San Pancrazio
- Plafond du presbytère du dôme de Viterbe (détruite pendant la guerre)
- Baptême de  Constantin, chapelle Albani de la basilique Saint-Sébastien-hors-les-Murs
- Saint Pierre baptisant le centurion, église des Conventuali d'Urbino (également transféré en mosaïque)
- Entrée de saint Bernard à Cîteaux, v. 1700, huile sur toile, 97 × 74 cm, musée des Beaux-Arts de Dijon, Dijon
- Renaud abandonnant Armide, dessin à la sanguine et encre, musée Paul-Dupuy, Toulouse
- Le Christ chassant les marchands du temple, Royal Collection, Windsor Castle
- L'Extase de Giacinta Marescotti, huile sur toile, Vignanello, collégiale Santa Maria della Presentazione

### Dessins
- La Vierge intercédant pour les âmes du Purgatoire, sanguine, plume, encre noire, lavis d'encre de Chine et gouache blanche sur papier bistre. Mise au carreau. H. 0, 344 ; L. 0, 238[1]. Paris, Beaux-Arts[2]. Passeri réalisa un ensemble de dessin sur le sujet du Purgatoire et il est très probable qu'il s'agit d'une étude préparatoire pour une œuvre aujourd'hui disparue. La scène est donc divisée en trois parties : les âmes implorantes dans la partie inférieure, les intercesseurs dans le registre médian, et le Christ trônant en majesté. La composition très structurée n'est pas sans rappeler Maratti, dont l'artiste s'inspire dans les années 1690.
- Saint Philippe Neri, sanguine, plume, encre noire, lavis d'encre de Chine et gouache blanche sur un papier couvert d'un lavis brun-rouge, H. 0, 230 ; L. 0, 197[3]. Paris, Beaux-Arts[4]. Le saint apparait en prière, plongé dans une profonde méditation devant son crucifix, et semble établir un dialogue intime avec le Christ. Ce type de représentation est particulièrement approprié pour une œuvre de dévotion privée, destinée à un oratoire personnel.
- Le Parnasse, sanguine, plume, encre brune, lavis brun, rehauts de blanc sur papier bistré, H. 0, 258 ; L. 0, 182[5]. Paris, Beaux-Arts[6]. Autrefois attribué à Charles Le Brun, ce dessin est une étude préparatoire pour un grand décor à sujet allégorique. Le Kunstmuseum de Düsseldorf conserve deux dessins qui reprennent certaines figures. Apollon, siégeant en majesté, domine les Muses dans une compostions pyramidale qui développe une allégorie érudite du Parnasse.
- Vision de Giacinta Marescotti, plume, encre brune et noire, lavis d'encre de Chine et de sanguine, gouache blanche sur papier lavé de brun, H. 0, 214 ; L. 0, 152[7]. Paris, Beaux-Arts[8]. Dessin préparatoire d'une commande du cardinal Galeazzo Marescotti pour une des chapelles de la collégiale de Santa Maria della Presentazione à Vignanello, lors de la béatification de Giacinta Marescotti. Le corps décharné de la religieuse est allongé sur son lit de cellule tandis qu'elle écoute le son des anges divins.

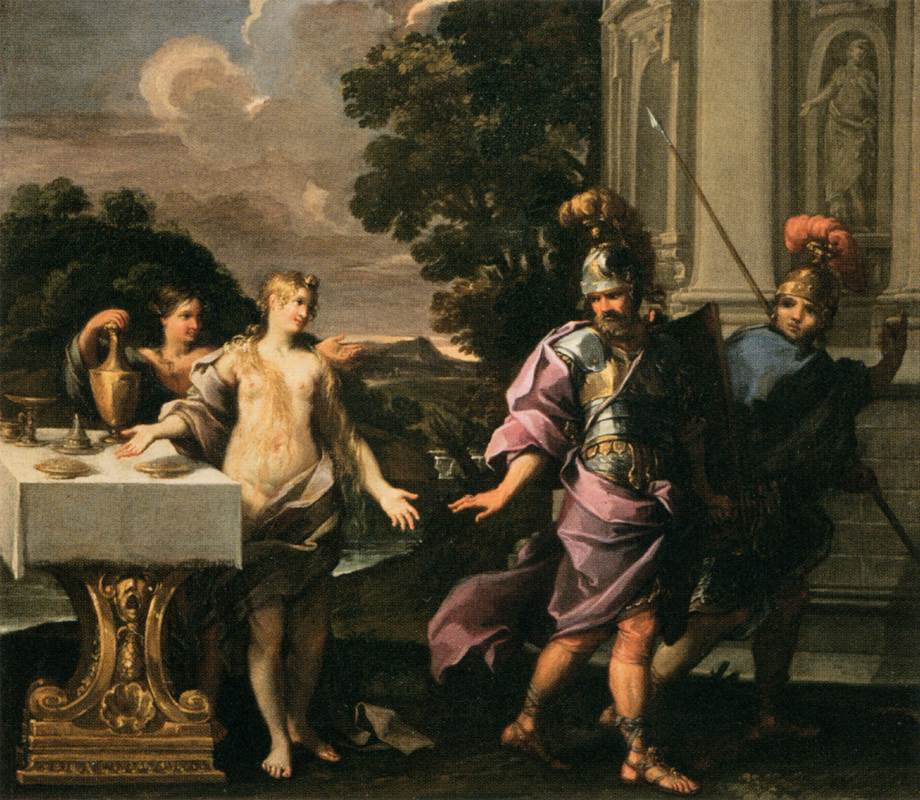
Les compagnons d'Armide et de Renaud (entre 1685 et 1690), musée du Louvre, Paris.
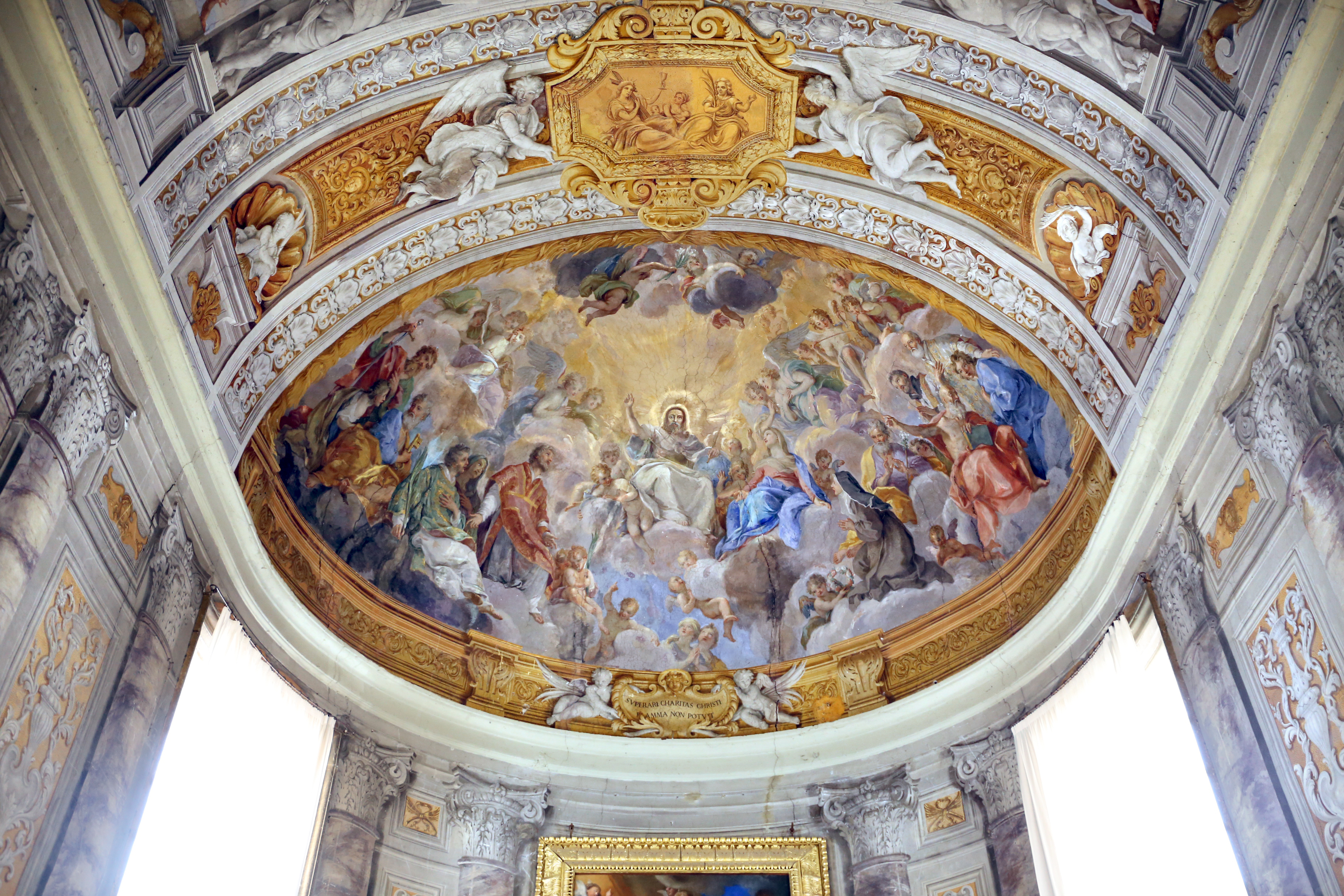
Le Jugement dernier, chœur des Chanoines, cathédrale Saint-Laurent de Viterbe.

## Source
- (en) Cet article est partiellement ou en totalité issu de l’article de Wikipédia en anglais intitulé « Giuseppe Passeri » (voir la liste des auteurs).